# فینال جام اتحادیه فوتبال انگلستان ۱۹۷۳
فینال جام اتحادیه فوتبال انگلستان ۱۹۷۳، رقابت پایانی جام اتحادیه فوتبال انگلستان در سال ۱۹۷۳ میلادی است که مابین دو تیم باشگاه فوتبال تاتنهام و باشگاه فوتبال نورویچ سیتی در ورزشگاه ومبلی لندن برگزار شده‌است.
این مسابقه که در تاریخ ۳ مارس ۱۹۷۳ انجام شده‌است با نتیجه ۱ بر ۰ به سود تیم باشگاه فوتبال تاتنهام به پایان رسید.